# Francisco Rafael Augier
Rafael Francisco Antonio de los Dolores de Augier y Rojano de Oya y Ozores de Sotomayor (Tuy, Galicia, España, 20 de septiembre de 1767-Catamarca, Argentina, 3 de noviembre de 1847), fue un minero y estanciero argentino de destacada actuación social en Catamarca.

## Orígenes
Rafhael Francisco Antonio de los Dolores de Augier, como fue su nombre completo (en la pila bautismal del Sagrario de la Catedral de Tuy), fue uno de los hijos del militar de los reales ejércitos, Teniente del Cuerpo de Inválidos Hábiles de Tuy Enrique de Augier y Ferrierè, oriundo de Montpellier Francia y de María Ana Rojano de Oya y Ozores de Sotomayor, oriunda de Villa de Tuy, Galicia casados en villa de Tuy el 22/11/1758. Hija ésta del Capitán de los Reales Ejércitos Francisco Rojano de Figueroa y Salcedo, oriundo de Málaga, España Gobernador Militar de las Plazas de Tuy y de Monterrey España, y de Juana de Oia (Oya) y Ozores de Soutomaior (Sotomayor). Fueron testigos de casamiento el Capitán de los Reales Ejércitos en el Regimiento de Tuy y Vice Capitán del Cuerpo de Inválidos hábiles de Galicia Fernando de Oya y Ozores de Sotomayor y el Pbro. Pedro Pereyra y Castro. El teniente graduado Enrique (Henri) de Augier y Ferrierè era hijo del Sieur François de Augier Canonge y de demoiselle Isabel Ferrierè, nieto del Sieur François Augier de Fillon, escribano real en 1650 de la villa de D` Aymargues Languedoc-Rosellón Francia.
De origen antiguo y notable origen francés, lugartenientes en la senescalía de Montmorillón, recolectores de impuestos eclesiásticos, y posterior gallego-francés, fue el fundador de la familia Augier en la provincia Catamarca (franco-argentino), con gran descendencia; teniendo hijos y nietos, gobernadores y congresales.
Sus hermanos que se quedaron en España fueron cortesanos sirviendo lealmente a la Corona española, junto con Pedro Evaristo de Augier y Rojano, emigró a Indias durante el Virreinato del Río de la Plata, afincándose en Santiago del Estero; este contrajo matrimonio con Andrea de Santa Ana de Paz y Figueroa nacida en Santiago del Estero.
Embarcado hacia Indias durante el Virreinato del Río de la Plata, además de los hermanos Pedro Evaristo y Francisco Rafael, había llegado antes en 1779 el teniente coronel con uso de divisa, caballero de la Orden de Isabel la Católica, Vicente de Augier y Rojano de Oya y Ozores de Sotomayor militar de carrera que se inició de soldado en España,  fue Teniente de Milicias en la Compañía de Infantería de Dragones apostada en Buenos Aires, en tres acciones que hubo en la Capital de Buenos, contra los ingleses, fue herido de un bayonetazo en la función del Puente de Gálvez en 27 de junio de 1806. Estuvo bajo las órdenes del virrey marqués de Sobremonte, sirviendo de jefe de Guardia de los reales virreyes el teniente coronel con uso de divisa Vicente Augier es tomado prisionero el 24 de mayo de 1810 por los revolucionarios, ya con el grado de teniente coronel de los Reales Ejércitos con uso de divisa, desterrado a tres distintos puntos del país hasta 1815 que logra tomar rumbo a Cádiz España. Donde fue reconocido por el Virrey Baltazar Hidalgo de Cisneros y de la Torre, como jefe de guardia y por su heroicidad. Condecorado con varias órdenes y cruces católicas de distinción y mérito, nombrado caballero de la Orden de Isabel la Católica, y el honor de la lealtad, Gobernador Militar y Subdelegado de Reales Rentas Unidas en la ciudad de Tuy, y de su Partido en 1825 y 1827 donde había nacido y fue gobernador su abuelo materno.

## Vida
A finales del siglo XVIII, emigró a Indias durante en el Virreinato del Río de la Plata junto con su hermano Pedro Evaristo, en busca de nuevos negocios; se estableció en un primer momento en Santiago del Estero donde fue Alférez Real, cargo honorífico que consistía en pasear el estandarte real (representante del rey soberano) en fiestas y ceremonias oficiales muchas veces arrojando dinero al público presente costeado del peculio del Alférez Real. Finalmente se estableció en Catamarca; donde tuvo destacada actuación y gran ponderación económica y social, como comerciante, propietario de numerosos establecimientos, minas,  y funcionario real, entre los ciudadanos al poco tiempo Juan Manuel Correa y Navarro de Vera y Aragón junto a su esposa María Antonia de Soria Medrano y Olmos de Aguilera (descendientes de los fundadores de San Fernando del Valle de Catamarca, del Maestre de Campo Ramón Correa de Silva que estuvo en el solmene acto de fundación de la ciudad el 5 de julio de 1683)  harían una memoria dotal para su hija María Ignacia velada con Francisco Rafael de Augier y Rojano, enumerando en el inventario dotal innumerables bienes, así raíces como fincas y muebles señalados en dicha dote intervinieron el comandante de Armas Francisco de Acuña nombrado tasador por los Correa Soria, y Feliciano de la Mota Botello que era el alcalde ordinario, Manuel Noriega nombrado tasador por Francisco Rafael de Augier y ante los testigos José Andrés Ferreyra y José de Uriburu. Ejerció de subdelegado de Real Hacienda de Catamarca en 1810.
Francisco Augier era un personaje muy influyente de la época, de gran reputación. En 1811 contribuye con una abultada suma de dinero siendo el cuarto de mayor aporte de la lista del empréstito forzoso ordenado para ayudar al Ejército del Norte. En el suelo de Catamarca nuevamente se realiza una contribución forzosa a los españoles y adeptos realistas el 29 de setiembre de 1819. Amenazado por una fuerte invasión realista el ejército revolucionario independentista, se necesitaban ocho mil pesos, con que debían forzosamente contribuir los españoles que hubieran en el territorio catamarqueño. Para conseguir el dinero debería procederse con todo rigor, empleando como medios, la prisión de personas, el embargo y la venta de bienes. El dinero fue obtenido, aunque con algún trabajo, pues hubo necesidad de poner en prisión a varios españoles de copete, embargar y rematar fincas, artículos de tienda, esclavos y joyas.
En el archivo de los tribunales en el legajo de las causas que tramitaba el juez o alcalde de primer voto Miguel Fernández de la Osa, encuéntrense los antecedentes de esta contribución forzosa impuesta al "enemigo realista". Los españoles encarcelados hasta que apareciera su dinero fueron: Gregorio Ruzo, Manuel Quintana, Antonio Benito Molas del Viso, Francisco Romay y Francisco Rafael de Augier. A D. Sebastián Martínez se le embargó el negro Francisco de 25 años, de nación Angola, la mulata Candelaria, un terreno y una pulpería. A D. Francisco Rafael Augier se le embargó joyas y las esclavas María y Teresa, valuadas respectivamente en 150 y 240 pesos, por ser la primera enferma.". Francisco Rafael de Augier pagaría una abultada suma de dinero por recuperar sus esclavas que a medida que iba ofertando su libertad subían de valor, perdiendo finalmente muchas de sus joyas. fue entre otros, uno de los dignatarios del Acta de Autonomía de Catamarca, el 15 de agosto de 1821; fecha desde la cual dicha provincia quedó separada de Tucumán.
, y siendo electo gobernador Nicolás de Avellaneda y Tula. Entre los catamarqueños que lucharon por la autonomía de la provincia debe señalarse a Eusebio Gregorio Ruzo, Miguel Díaz de la Peña, Francisco Rafael de Augier, el Coronel Marcos Antonio Figueroa entre otros. La provincia terminó de unificarse en 1853, cuando se sancionó la Constitución de la Nación Argentina.

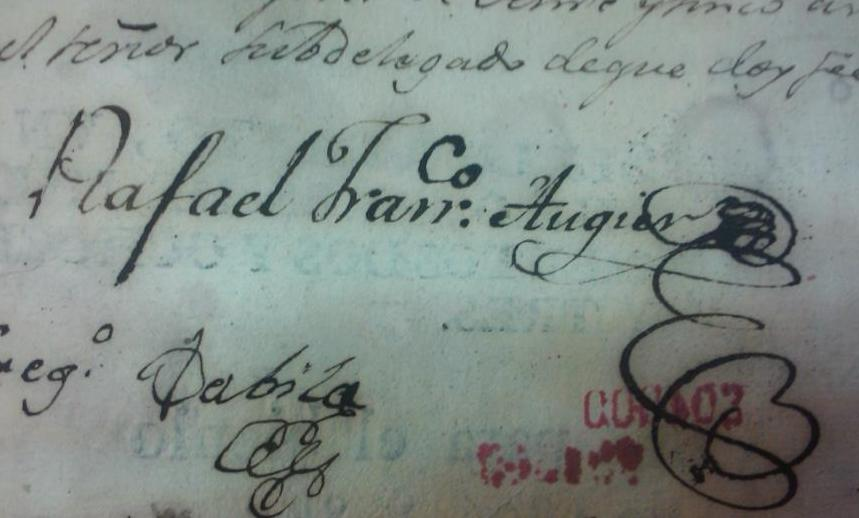
Firma de Francisco Rafael de Augier y Rojano de Oya y Ozores de Sotomayor.

  Perteneció a la Venerable Tercera Orden de San Francisco.

## Descendencia
Del enlace entre Francisco Rafael de Augier y María Ignacia Correa Soria Medrano, nacieron una numerosa descendencia cuyos, hijos y nietos ocuparon el poder de Catamarca durante un siglo.
1. María Victoria Augier (casada con el gobernador de Catamarca el 11 de mayo de 1852 Pedro de Segura y Cubas). Hermano del Obispo, y Monseñor de Paraná José Gabriel Segura y Cubas elegido por Pío IX el 21 de junio de 1859 fue el primer obispo. Se hizo cargo de la sede el 3 de junio de 1860 y falleció el 13 de octubre de 1862. Del matrimonio entre María Victoria Augier Correa Soria y Medrano y Pedro de Segura y Cubas nacerá Primitiva Segura Augier que contrajo matrimonio con Samuel Molina y Bazán, político principal del Partido Federal, comerciante, empresario minero, titular del Banco Provincial "Molina Hermanos" y gobernador de la provincia de Catamarca. Su hermano Mardoqueo Molina y Bazán fue también gobernador de Catamarca.

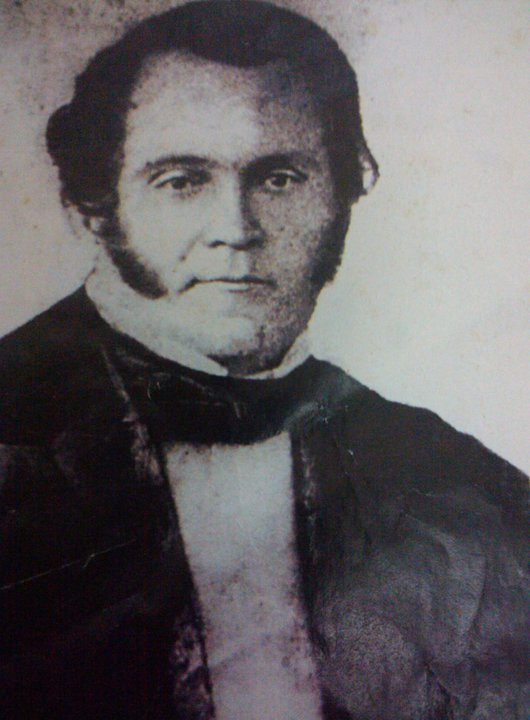
Francisco Marcelino Augier

2. Teresa Augier, esposa de Pedro Ignacio Recalde, padres del Gobernador Ramón Recalde Augier.
3. Pastora Augier (casada con José Luis Lobo, gobernador de Catamarca en 1862 y senador Nacional en 1865),
4. Uladislao Augier (casado tres veces, con Florinda Cisneros, Rafaela Castro y Sergia Contreras) de ideología unitario, liberal diputado nacional de la provincia de Catamarca,
5. Neófita Augier el historiador catamarqueño Ramón Gil Navarro se refiere a ella "Neofita Augier hoy la más hermosa y divina criatura que haya en mi país", (casada con su tío segundo, el gobernador catamarqueño Ramón Rosa Correa quien asumió el mando gubernativo el 30 de agosto de 1862), padres, entre otros, del gobernador de Catamarca Dr.Guillermo Correa (gobernador) y de Pastor Agustín Correa, casado con Delia Agüero y de Ersilbengoa.
6. Justa Pastora Augier esposa de Benjamín Herrera,
7. Bernardina Augier casada con otro gobernador de Catamarca, José Luis Cano Valdés. Del casamiento entre Bernardina Augier y José Luis Cano Valdés -que fue gobernador unitario de Catamarca en 1840, padres del Gobernador de Catamarca José Luis Cano Augier y de las hermanas Waldina Cano Augier en el seno de una familia unitaria que contrajo matrimonio con el líder del Partido Federal de Catamarca y dos veces Gobernador de esa provincia Gral. Octaviano Navarro y hermano de este fue el gobernador de Catamarca Dr. José Manuel Navarro casado con Clementina Cano Augier.
8. Juan Agustín Augier casado con Javiera Benguria y Hoyos Torres, de ideología unitario, liberal.
9. Francisco Marcelino Augier de ideología unitario, liberal. Fue gobernador unitario en 1840 y delegado de la Liga del Norte contra Rosas pacto que firmó junto a los delegados en la provincia de Tucumán, al año siguiente fue gobernador delegado en 1841, derrotado en el Combate de Amadores por Mariano Maza, sus bienes fueron confiscados y expropiados, exiliado en Montevideo Uruguay, regresó a su provincia 20 años después cuando su partido recobro el poder y asumió como diputado nacional por el partido liberal en 1862 estaba casado con Clara Molas del Viso y Recalde hija de Celestina Recalde ferviente unitaria quien fue obligada luego de la derrota de los unitarios a alojar a Mariano Maza y dar un baile social como se usaba en esa época, de este matrimonio nace entre otros Victoria Augier Molas del Viso casada con el gobernador Dr. Marcos Antonio Figueroa Herrera. Al perder su propiedad Clara Molas del Viso de Augier recibió una casa esquina donación de su tía Nicolasa Recalde de Chavarría en 1852, la que no duro mucho, después de que Marcelino fuera diputado nacional, dicha propiedad esquina fue rematada el 26 de junio de 1877. Fue el único gobernador y diputado nacional de Catamarca que le fuera rematada su propia casa.

## Fallecimiento
Falleció a la edad de 80 años el 3 de noviembre de 1847, su entierro fue con misa, oficio mayor cantado y capa, y con cruz alta.

## Homenaje póstumo
Una calle del barrio Autonomía de la provincia de Catamarca, lleva el nombre de don Francisco Rafael Augier, calle oeste a este sector sud. Ordenanza número 2935/95, aprobada el 7 de diciembre de 1995.